# Geografie Egypta

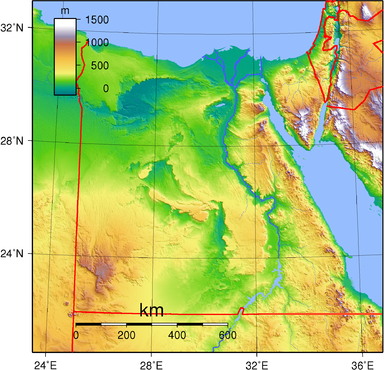
Topografická mapa Egypta

Egypt je stát ležící na pomezí severní Afriky a jihozápadní Asie. Na západě sousedí s Libyí, na jihu se Súdánem a na východě s Izraelem a Pásmem Gazy. Východní hranice je rovněž zčásti tvořena Rudým mořem, severní pak tvoří pobřeží Středozemního moře. Rozloha Egypta je 1 002 450 km², což je pro porovnání plocha čtyřikrát větší než rozloha Spojeného království či dvakrát větší než Francie. Nejdelší vzdálenost od severu k jihu měří 1 024 km a v nejširším místě 1 240 km. Více než 2 900 km pak tvoří pobřeží se Středozemním mořem, Suezským zálivem, Akabským zálivem a Rudým mořem.

## Administrativní rozdělení
Egypt je rozdělen na 27 guvernorátů (někdy také nazývané jako provincie). Guvernoráty by se daly dělit na dva druhy: čistě městské a venkovské. Rozdíl mezi nimi je především v životní úrovni jeho obyvatelstva. Čistě městské guvernoráty se navíc dělí na takzvané markazy (regiony), tedy oblasti s více městy či vesnicemi. Přesto může guvernorát obsahovat pouze jedno město, jako je tomu v případě Káhiry a Alexandrie. Tyto dva guvernoráty jsou pak rozdělené na menší okresy. Káhira se dělí na 26 okresů a Alexandrie na šest.

## Přírodní rozdělení
Egypt je převážně tvořen pouštními oblastmi. Pouze 35 000 km2 (3,5 %) z celkové rozlohy země je zkultivovaných a osídlených. Většina země leží v širokém pouštním pásu, který se rozprostírá od pobřeží Atlantiku napříč severní Afrikou až do jihozápadní Asie.
Z geologického hlediska je Egypt rozdělen na čtyři hlavní části:
- Údolí Nilu a delta Nilu
- Libyjská poušť
- Arabská poušť (nachází se mezi údolím Nilu a Rudým mořem)
- Sinajský poloostrov

Přestože oblast nilské delty a údolí Nilu pokrývá pouze kolem 5,5 % rozlohy Egypta, jsou nejdůležitějšími regiony v zemi. Údolí Nilu se rozprostírá mezi Asuánem a Káhirou v přibližné délce 800 km. Oblast kolem údolí Nilu je také známa jako Horní Egypt, kdežto nilská delta jako Dolní Egypt. Břehy Nilu jsou většinou ploché a vhodné pro zemědělství. V minulosti byly tyto oblasti závislé na nilských záplavách, které v letních měsících přinášely na zemědělská pole úrodné nilské bahno. Od výstavby Asuánské přehrady je zemědělství v údolí Nilu závislé na zavlažování. Nilská delta se nachází v nízce položených oblastech. Některé části jsou tvořené bažinami, a proto nejsou vhodné pro zemědělství.

### Údolí Nilu a delta Nilu

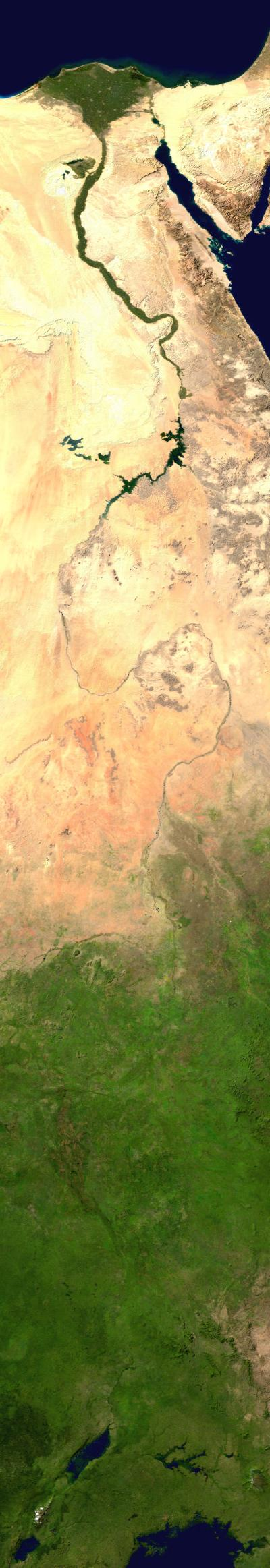
Satelitní snímek Nilu a nilské delty

Oblast údolí Nilu a jeho delty tvoří nejrozsáhlejší oázu na světě, která byla vytvořena nejdelší řekou světa. Bez topografického říčního kanálu, který umožňuje Nilu proudit napříč Saharou, by byl Egypt tvořen pouze pouští. Délka Nilu na egyptském území dosahuje přibližně 1 600 km.
Jeden ze tří hlavních přítoků Nilu, Bílý Nil, který začíná ve Viktoriině jezeru v Ugandě, dodává egyptskému Nilu přibližně 28 % vody. Bílý Nil na své cestě z Viktoriina jezera do hlavního města Jižního Súdánu Džuby sestoupá o 600 metrů níže. Na další trase dlouhé 1 600 km mezi Džubou a Chartúmem klesne o dalších 75 m. V jižním a středním Súdánu Bílý Nil protéká skrz rozsáhlé pláně pokryté bažinami, které průtok řeky zpomalí a místy skoro až zastaví.
Druhým přítokem je Modrý Nil, který pochází z etiopského jezera Tana a dodává egyptskému Nilu zhruba 58% vody. Tato řeka má strmější sklon, a proto proudí rychleji než Bílý Nil, se kterým se spojuje v súdánském hlavním městě Chartúmu. Na rozdíl od Bílého Nilu obsahuje Modrý Nil značné množství sedimentů. Několik kilometrů severně od Chartúmu je voda bližší k východnímu břehu, pocházející z Modrého Nilu, viditelně bahnitá. Naopak voda blíže západnímu břehu, pocházející z Bílého Nilu, je výrazně čistší.
Třetím hlavním přítokem je mnohem kratší řeka Atbara, která stejně jako Modrý Nil pramení v Etiopii a vtéká do Nilu severně od Chartúmu v oblasti mezi pátým a šestým kataraktem. Tento přítok dodává egyptskému Nilu dalších 14% vody. V období od ledna do června, kdy panuje nízký stav vody, Atbara vysychá a často se stává, že do Nilu ani nedotéká. Na druhou stranu v období dešťů, které panují koncem léta na etiopské náhorní plošině, přináší Nilu až 22 % vody jeho toku.
Jelikož Modrý Nil pramení v přibližně stejné oblasti, má jeho průtok podobný průběh jako řeka Atbara. V období sucha přináší Nilu 17 % vody, kdežto v období dešťů až 68 %. Naproti tomu Bílý Nil přináší v období nízkého stavu 80% vody a v období vysokého stavu pouze 10 %. Před rokem 1971, kdy byla postavena Asuánská přehrada, Bílý Nil zajišťoval celoroční přítok vody do Egypta. Modrý Nil, vznikající v závislosti na sezónních deštích v Etiopii, zase zajišťoval rozvodňování Nilu, jehož voda, která se vylévala z koryta řeky, přinášela zemědělcům na jejich pole úrodné bahno. Velké povodně většinou přicházely do Egypta v měsících srpen, září a říjen. Někdy se v oblasti Asuánu dostavily již v červnu a často ještě v lednu následujícího roku neodezněly.
Nil vstupuje do Egypta několik kilometrů severně od súdánského města Vádí Halfa, které bylo kompletně přesunuto na vyvýšené místo, neboť původní místo bylo po postavení Asuánské přehrady zatopeno nově vzniklým Násirovým jezerem. Nil tak začíná svoji egyptskou část toku právě v Násirově jezeře, které se rozprostírá v délce 320 km na jih od Asuánské přehrady až k hranicím se Súdánem a dále pak ještě 158 kilometrů na súdánském území. Vodní plocha Násirova jezera tak vyplnila prostor v úzkém kaňonu mezi útesy z pískovce a žuly. Pod Asuánem dosahuje úrodný pás šířky až dvaceti kilometrů. Severně od Esny (160 km severně od Asuánu) se plošiny na obou stranách nilského údolí zvedají až do výšky 500 metrů nad úrovní moře. Tři sta metrů vysoké vápencové útesy v Keně (90 km severně od Esny) donutí Nil změnit směr toku na jihozápad, aby se po dalších 60 km stočil zpět na severozápad směrem k Asijútu. Severně od Asijútu se začínají srázy na obou březích Nilu snižovat a údolí Nilu se rozšíří do šířky až 22 km.
Přibližně 20 km severně od Káhiry začíná nilská delta. Delta je v nejširším místě široká 250 km a od severu k jihu měří 160 km. Delta se rozprostírá na ploše 22 000 km². Podle historických záznamů z 1. století našeho letopočtu protékalo deltou sedm ramen řeky Nil. Podle pozdějších záznamů z období kolem 12. století měl Nil v této oblasti jen šest ramen. V současné době se díky působení přírody a člověka dělí Nil na dvě hlavní ramena. První z nich, Damietta, je východní rameno Nilu a je dlouhé 240 km. Druhým z nich je západní rameno Rosetta, které je 235 km dlouhé. Obě ramena jsou pojmenovaná podle přístavních měst, ve kterých ústí do Středozemního moře. Tyto dva hlavní toky doplňuje hustá síť zavlažovacích a odvodňovacích kanálů. Na severu nilské delty, v blízkosti pobřeží Středozemního moře, se nachází řada slanisek a jezer.
Úrodnost a produktivita půdy do značné míry závisí na nilských záplavách. Výstavby přehrad na Nilu, zejména pak Asuánské přehrady, přeměnily mohutnou řeku na velký a předvídatelný zavlažovací příkop. Násirovo jezero, které je největším uměle vytvořeným jezerem na světě, umožňuje plánované využití Nilu bez ohledu na množství srážek ve střední a východní Africe. Přehrady rovněž ovlivňují úrodnost v celém nilském údolí, které bylo po celá staletí závislé nejen na vodě z Nilu, ale také na živinách, které sebou voda přinášela. V dnešní době většinu těchto sedimentů zastaví Asuánská přehrada. Snížení každoročních záplav, které přinášely pro půdu blahodárné živiny, přispělo k růstu podzemní vody, zvýšení slanosti půdy v nilské deltě a erozi říčních břehů v Horním Egyptě

### Libyjská poušť
Libyjská poušť pokrývá plochu kolem 700 000 km2, což se přibližně rovná dvěma třetinám rozlohy celého Egypta. Poušť se rozléhá západně od řeky Nil, od Středozemního moře až na jih k súdánským hranicím. Pouštní náhorní plošina Džilf al-Kabír, která se nachází v průměrné výšce 1000 metrů nad mořem, je nejvyšším místem Libyjské pouště. Nachází se na jihu Egypta v guvernorátu Al-Vádí al-Gadíd. Další částí pouště je Velké písečné moře, jehož planiny se rozléhají od oázy Síwa až na jih k Džilf al-Kabíru. Libyjská poušť je rovněž tvořena ostrými hřebeny a hlubokými proláklinami.

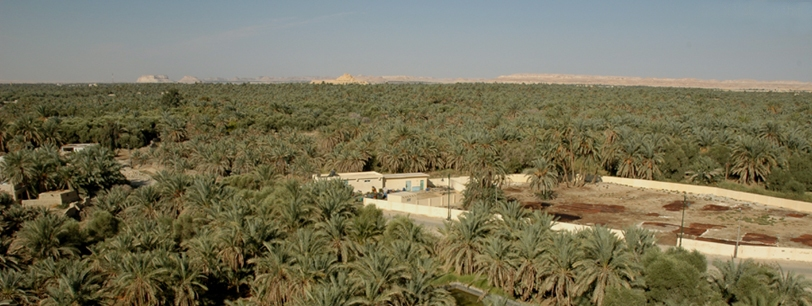
Oáza Síwa

Egyptská vláda rozdělila Libyjskou poušť do dvou hlavních guvernorátů, jež mají mezi sebou hranici zhruba na úrovni 28. rovnoběžky. Jedná se o guvernorát Matrúh na severu a guvernorát Al-Vádí al-Gadíd na jihu země. V Libyjské poušti se nachází sedm významných proláklin. Největší z nich je Kattarská proláklina, která se rozkládá na ploše 19 605 km² a v hloubce 133 metrů pod hladinou moře se v ní nachází nejnižší bod Egypta.
Dalších šest proláklin je trvale osídlených. Život v těchto nehostinných podmínkách dovoluje omezená zemědělská produkce, přítomnost některých přírodních zdrojů a pitná voda, která je přiváděna z Nilu či z místních podzemních vrtů. Oáza Síwa, která se nachází západně od Kattarské prolákliny u hranic s Libyí, je od zbytku Egypta značně izolovaná, ale život v ní přetrvává již od starověku. V Síwě se rovněž nacházelo orákulum zasvěcené bohu Amonovi, které bylo pro své věštby známo po dobu delší než tisíc let. Jedněmi z mnoha významných osobností, které tento chrám navštívili, byli Hérodotos a Alexandr Veliký.
Další významnou oázou je Fajjúmská oáza (též nazývaná jako Fajjúmská proláklina), která se nachází 60 km jihozápadně od Káhiry. Dále na jih se pak nacházejí oázy Bahríja, Farafra, Dachla a Charga, která je největší egyptskou oázou.

### Arabská poušť
Arabská poušť, též nazývaná jako Východní poušť, se rozprostírá od východního břehu Nilu až k Rudému moři. Topograficky se Arabská poušť výrazně liší od pouště Libyjské. Východní poušť je relativně hornatá. Pás skalnatých kopců se táhne od nilské delty na severu až k súdánským hranicím na jihu země. Kopce dosahují výšky větší než 1 900 m. Nejvýraznější částí této části země jsou skalnaté hory, které se táhnou od nilského údolí až k Suezskému zálivu a Rudému moři. V poušti se rovněž nachází mnoho vádí, z nichž je nejznámější Vádí Hammámat, která spojuje město Gebtu v údolí Nilu s Quseirem na pobřeží Rudého moře.
Arabská poušť se rozléhá na ploše 220 000 km2. Oblast je prakticky neobydlená, neboť zde neexistují žádné oázy. Pokud nepočítáme města na pobřeží Rudého moře, tak se zde nenacházejí žádná jiná trvale osídlená místa. Na severu Arabské pouště se vyskytují naleziště ropy.

### Sinajský poloostrov

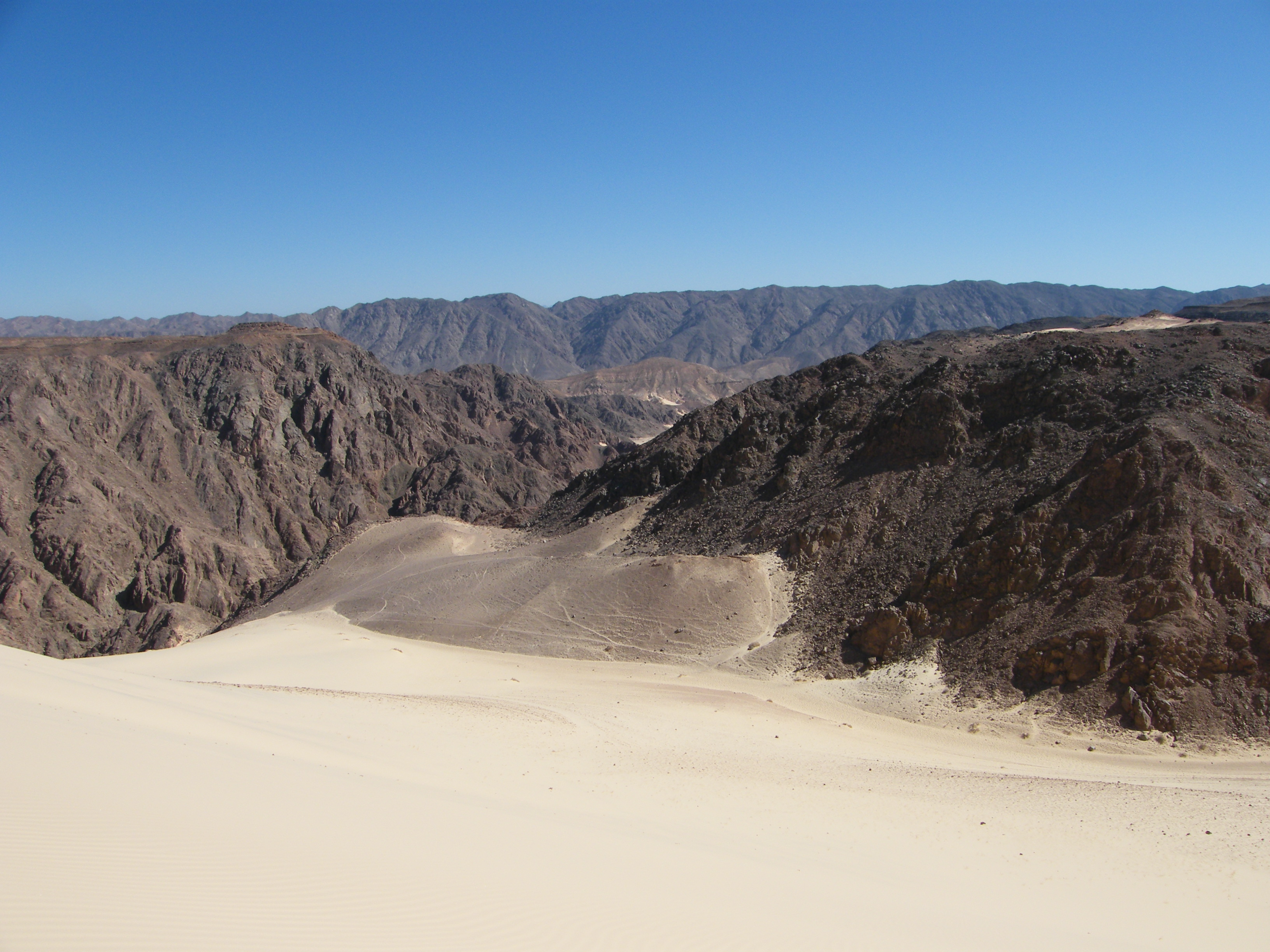
Oblast jižního Sinaje

Sinajský poloostrov je poloostrov trojúhelníkového tvaru o rozloze 61 100 km2. Povrch je stejně jako v Arabské poušti tvořen pouští a horami, jejichž dominantou je Hora sv. Kateřiny, která je s 2 642 m nejvyšší horou Egypta. Zdejší hory jsou zbarveny do červena, a právě podle nich bylo pojmenované Rudé moře.
Jižní část poloostrova je většinou hornatá s průměrnou nadmořskou výškou 1 000 m. Při postupu směrem na sever se nadmořská výška vápencových plošin snižuje. Severní třetina Sinajského poloostrova je rovinatá a písčité pobřežní planiny se rozprostírají na ploše od Suezského průplavu až k hranicím s Izraelem.
Předtím než izraelská armáda v roce 1967 obsadila Sinajský poloostrov, bylo toto území pod správou jednoho guvernorátu. V roce 1982, kdy byl celý Sinajský poloostrov navrácen Egyptu, byl vládou rozdělen na dva guvernoráty. Severní Sinaj má hlavní město Al-Ariš a Jižní Sinaj El-Tor.

## Krajní body
- Nejsevernější bod: nepojmenovaný mys nacházející se severozápadně od Sidi Barani v guvernorátu Matrúh
- Nejvýchodnější bod: Ras Hadarba (mys Elba), nacházející se v guvernorátu Al-Bahri al-Ahmari[pozn 1]
- Nejjižnější bod: Džabal Bartazuga ležící na súdánských hranicích v guvernorátu Al-Bahri al-Ahmari[pozn 2]
- Nejzápadnější bod: nepojmenovaný bod na hranicích s Libyí, východně od zříceniny Kasr Al-Karn v Libyi. Nachází se v guvernorátu Matrúh

## Fauna a flóra
Přirozená vegetace je v Egyptě z důvodu nedostatečného počtu srážek a rozsáhlého zemědělského využití údolí Nilu silně omezena. Pouštní oblasti jsou prakticky bez vegetace. Výjimečně se v těchto oblastech vyskytuje tamaryšek a akácie. V oázách a na březích Nilu se vyskytuje datlovník či rohovník obecný. Typickými rostlinami v deltě Nilu jsou lotos, rákos a bambus.
Egyptská fauna je bohatá na vodní ptactvo, které se vyskytuje v deltě a v okolí Nilu. Jsou to zejména volavky, jeřábi a husice nilské. Mezi největší egyptské savce patří kromě velbloudů, oslů, ovcí a koz, také šakali, hyeny, fenci, divoké kočky a v horách žijící kozorožci. V poušti žijí zajíci, ještěrky a štíři. Velice rozšířeným druhem hada je v Egyptě kobra egyptská. U Nássirova jezera se stále vyskytují krokodýli. V jezerech a v Nilu žije přes 190 druhů ryb.

## Podnebí
Severní pobřeží u středozemního moře s městy jako Káhira či Alexandrie má Subtropické podnebí s mírnými slunnými zimami, kdy se objevují přiměřené deště a horkými léty. Průměrná lednová teplota v Káhiře dosahuje 14 °C, resp. 28 °C v červenci.
Vnitrozemí Egypta je obydleno především podél řeky Nil. Města ležící v jeho středu, jako Luxor, mají slunné zimy, kdy teploty v noci mohou klesat k 8 °C a přes den se pohybují kolem 22 °C. Léta jsou však velmi horká, teploty často přesahují 40 °C, v noci klesají k 25 °C. Zjara se objevují tzv. Chamsiny, které do města přinášejí písek a horký vzduch.
Asuán na samotném jihu má rovněž chladné zimní noci, kdy teploty mohou klesnout k 10 °C, přes den je ovšem tepleji, než v severněji položených městech. Teploty mohou v teplejší části zimy dosáhnout 30 °C. Krátkou zimu střídá ostrý nástup jara v březnu, s teplotami přesahujícími 33 °C, ojediněle stoupající k 47 °C v době Chamsinu. Nejteplejší červenec a srpen mají průměrnou teplotu 35 °C. Zima přichází až v prosinci, teploty do té doby běžně během dne přesahují hranici 30 °C. Podnebí zde je rovněž zvláštní tím, že vlhkost vzduchu je velmi nízká, během horkých letních dnů dosahuje pouze 15%. Asuán se rovněž může chlubit, podobně jako Marsa Alam, jedním z nejvyšších počtem hodin slunečního svitu. Pravděpodobnost, že bude jasný den, je zde 93%.
Pobřeží Rudého moře má podnebí konstantnější, výkyvy se zvětšují směrem na sever. Obecně zde panují teplejší noci, zejména mimo letní měsíce a teploty nedosahují tolik extrémních hodnot.
Průměrná teplota nejchladnějšího ledna je 17 °C v Hurghadě, 18 °C v Quseiru, 18 °C v Marsa Alam a 21 °C v Ras Banas, červencové jsou poté: 34 °C, 31 °C, 33 °C a 33 °C.
Déšť se vyjma středozemního pobřeží nevyskytuje, pokud ano, tak formou krátké a prudké průtrže.